# Federální vláda Spojených států amerických

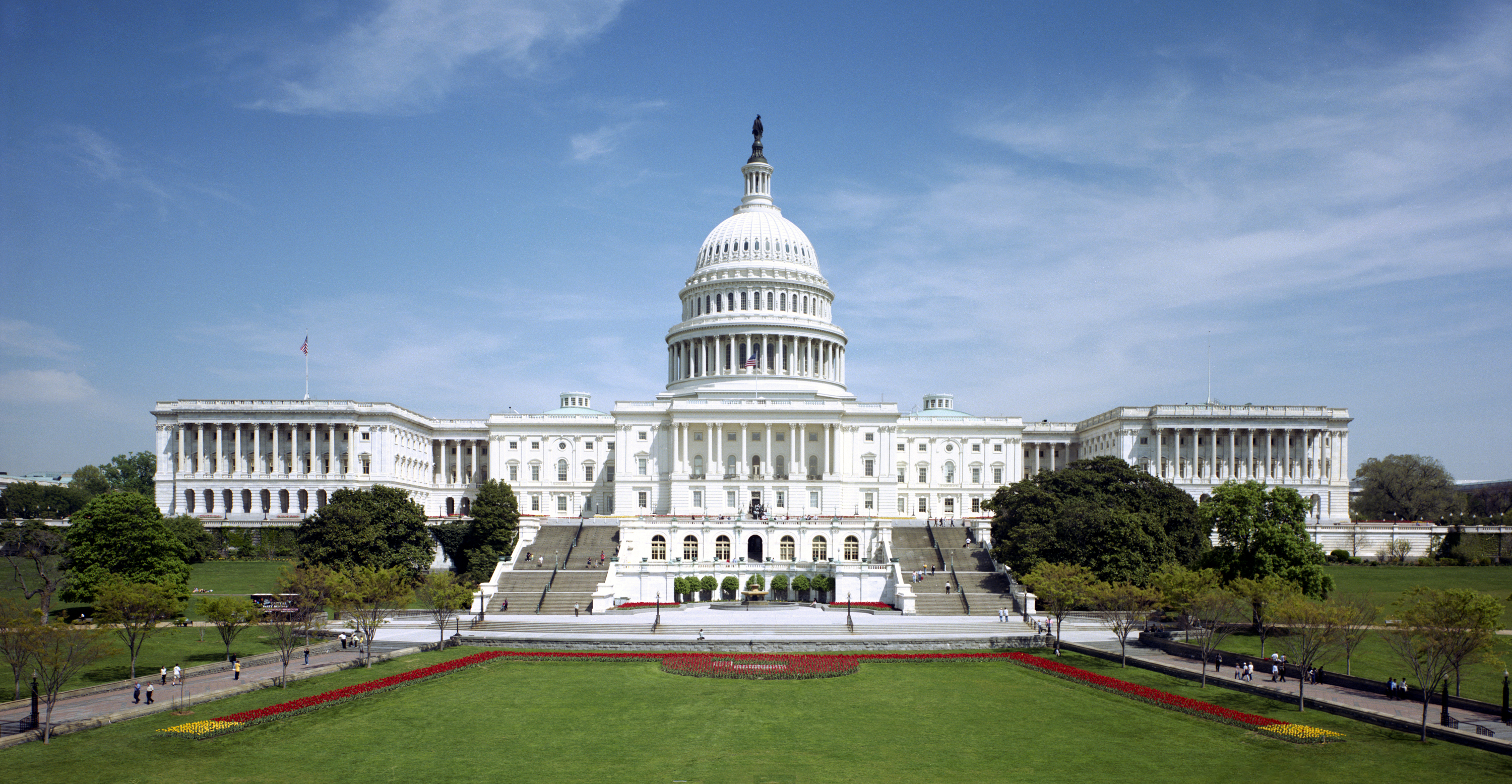
Kapitol je sídlem Kongresu

Federální vláda Spojených států amerických, anglicky: U.S. federal government, je centrálním držitelem moci ve Spojených státech amerických. Podle americké ústavy má federální vláda tři větve – legislativní, výkonnou a soudní.
Legislativní větev reprezentuje dvoukomorový Kongres, výkonnou moc prezident a moc soudní Nejvyšší soud. Jde o poněkud jiné pojetí moci než v evropské právní tradici.
Pojem federální vláda není identický s americkým ministerským kabinetem, který americká ústava neukotvuje (krom postu viceprezidenta), byť ho předpokládá, neboť XXV. dodatek Ústavy umožňuje viceprezidentovi s podporou „většiny ministrů“ prohlásit prezidenta nezpůsobilým výkonu funkce a navíc si ústava vynucuje souhlas jedné z komor Kongresu (Senátu) se jmenováním ministra. (Do roku 2019 však Senát odmítl jen devět nominantů prezidenta na ministra, ve 20. století se to stalo třikrát, naposledy roku 1989, kdy Senát odmítl potvrdit Johna Towera do funkce ministra obrany kvůli jeho opilství, promiskuitě a vztahy s výrobci zbraní). Naopak při odvolávání ministra není prezident limitován žádnou jinou mocí a v tomto smyslu je kabinet jen sborem poradců prezidenta Spojených států (což bylo potvrzeno rozhodnutím Nejvyššího soudu z roku 1926 v případu Myers vs. Spojené státy americké). Z nutnosti potvrzení Senátem je vyjmut viceprezident.
Pojem federální vláda je užíván především k odlišení centrální moci od vlád jednotlivých států federace. Americká ústava obsahuje ustanovení, že vlády těchto jednotlivých států drží veškerou moc, kterou ústava a dodatky výslovně nepřevádějí na moc federální. Všechny orgány federální vlády sídlí ve Washingtonu, který – aby byla zajištěna rovnost jednotlivých států federace – má charakter tzv. federálního distriktu (Kolumbijský okrsek), který na jedné straně vystupuje jako samostatný stát, na straně druhé nemá vlastní vládu. Washington je tak metonymií federální vlády.
Jednotlivé větve federální vlády jsou vzájemně omezeny systémem „brzd a protivah“. Například prezident jmenuje soudce Nejvyššího soudu, ale jeho kandidáti musí být schváleni Kongresem.